# تپه گاکیه
تپه گاکیه مربوط به عصر مس - دوره اشکانیان است و در شهرستان کرمانشاه، یک کیلومتری تپه سراب واقع شده و این اثر در تاریخ ۷ مهر ۱۳۸۱ با شمارهٔ ثبت ۶۴۵۹ به‌عنوان یکی از آثار ملی ایران به ثبت رسیده است.